# Bertrand de Blanchefort

Escudo de Armas de Bertrand de Blanchefort.

Bertrand de Blanchefort (c.1109-2 de enero de 1169), llamado también Bertrand de Blanquefort, fue gran maestre de la Orden del Temple desde octubre de 1156 hasta el 2 de enero de 1169.

## Biografía
Era originario de Guyenne y pariente del papa Clemente V, que más tarde será quien prohíba la institución. El cronista Guillermo de Tiro, poco sospechoso de parcialidad hacia los templarios, lo describe como un hombre "religioso y lleno del temor de Dios". También se le considera como un gran guerrero con gran sentido común y de una extremada honradez.
Sucedió a André de Montbard, cuya muerte era prontamente esperada por su avanzada edad. El 19 de junio de 1157 fue hecho prisionero en el río Jordán en el lugar llamado el vado de Jacob (batalla del lago Merón), junto con más de 80 templarios, por Nur al-Din, el principal soberano de Siria. Dos o tres años después, su rescate pagado por Manuel I Comneno, emperador bizantino, le permitirá ser liberado con más de 6.000 cautivos.
Acompaña a Amalarico I de Jerusalén en su expedición a Egipto; pero tiene que regresar precipitadamente para, a la cabeza de sus templarios y de los cruzados llegados de Europa (entre los que se encuentra Guy de Lusignan), contener a Nur al-Din, quien, aprovechando la ausencia del rey Amalarico, ataca las regiones de Antioquía y Trípoli. Después de una primera victoria, Bertrand de Blanquefort es vencido en la batalla de Harens (1165), donde perecen más de 60 templarios.
Las relaciones con Amalarico se degradan, cuando éste hace prender a 12 templarios acusados de cobardía, pues habían entregado a Nur al-Din la fortaleza en la que montaban guardia. En 1167, Bertrand de Blanquefort retira su apoyo a Amalarico I de Jerusalén, que deseaba anexionarse Egipto, alegando que eso sería romper el tratado negociado unos meses antes por el templario Geoffroy de Foulcher y que esta intervención militar volvería a unir a los musulmanes. Efectivamente, la expedición acaba en un desastre; pero Bertrand de Blanchefort no llegará a verlo, ya que fallece el 2 de enero de 1169, según el registro parroquial de Reims.
Introdujo reformas en la regla templaria y obtuvo del papa Alejandro III el derecho de los grandes maestres de la Orden a llevar en lo sucesivo el título de «maestre por la gracia de Dios» y el de ostentar un bastón de mando, el Abacus. Le sucedió Philippe de Milly.
| Predecesor: André de Montbard | Gran maestre de la Orden del Temple 1156-1169 | Sucesor: Philippe de Milly |